# Kenny Lala
Kenny Lala (Villepinte, 3 ottobre 1991) è un calciatore francese, di origini martinicane, difensore del Brest.

## Caratteristiche tecniche
È un terzino destro, dotato di un’ottima corsa ed accelerazione che gli permettono di percorrere tutta la fascia di competenza, contribuendo alle azioni offensive.

## Carriera
Dopo aver esordito col Paris FC, nel 2011 passa per 100.000 euro al Valenciennes con cui gioca 26 incontri segnando una rete in Ligue 1.
Nel 2015 passa al RC Lens dove resterà fino al 2017, prima di approdare gratuitamente al RC Strasburgo.
Il 12 luglio 2023 firma un contratto biennale con il Brest.

## Statistiche

### Presenze e reti nei club
Statistiche aggiornate al 15 dicembre 2024.
| Stagione            | Squadra             | Campionato          | Campionato | Campionato | Coppe nazionali | Coppe nazionali | Coppe nazionali | Coppe continentali | Coppe continentali | Coppe continentali | Altre coppe | Altre coppe | Altre coppe | Totale | Totale |
| Stagione            | Squadra             | Comp                | Pres       | Reti       | Comp            | Pres            | Reti            | Comp               | Pres               | Reti               | Comp        | Pres        | Reti        | Pres   | Reti   |
| ------------------- | ------------------- | ------------------- | ---------- | ---------- | --------------- | --------------- | --------------- | ------------------ | ------------------ | ------------------ | ----------- | ----------- | ----------- | ------ | ------ |
| 2010-2011           | Paris FC            | N1                  | 33         | 0          | CF+CdL          | 4+0             | 0+0             | -                  | -                  | -                  | -           | -           | -           | 37     | 0      |
| 2011-2012           | Valenciennes        | L1                  | 2          | 0          | CF+CdL          | -               | -               | -                  | -                  | -                  | -           | -           | -           | 2      | 0      |
| 2012-2013           | Valenciennes        | L1                  | 7          | 1          | CF+CdL          | -               | -               | -                  | -                  | -                  | -           | -           | -           | 7      | 1      |
| 2013-2014           | Valenciennes        | L1                  | 17         | 0          | CF+CdL          | 1+0             | 0+0             | -                  | -                  | -                  | -           | -           | -           | 18     | 0      |
| 2014-2015           | Valenciennes        | L2                  | 35         | 0          | CF+CdL          | 4+0             | 0+0             | -                  | -                  | -                  | -           | -           | -           | 39     | 0      |
| Totale Valenciennes | Totale Valenciennes | Totale Valenciennes | 61         | 1          |                 | 5               | 0               |                    | -                  | -                  |             | -           | -           | 66     | 1      |
| 2015-2016           | Lens                | L2                  | 33         | 1          | CF+CdL          | 0+1             | 0+0             | -                  | -                  | -                  | -           | -           | -           | 34     | 1      |
| 2016-2017           | Lens                | L2                  | 37         | 1          | CF+CdL          | 3+1             | 0+0             | -                  | -                  | -                  | -           | -           | -           | 41     | 1      |
| Totale Lens         | Totale Lens         | Totale Lens         | 70         | 2          |                 | 5               | 0               |                    | -                  | -                  |             | -           | -           | 75     | 2      |
| 2017-2018           | Strasburgo          | L1                  | 31         | 3          | CF+CdL          | 4+2             | 0+0             | -                  | -                  | -                  | -           | -           | -           | 37     | 3      |
| 2018-2019           | Strasburgo          | L1                  | 34         | 5          | CF+CdL          | 1+5             | 0+0             | -                  | -                  | -                  | -           | -           | -           | 40     | 5      |
| 2019-2020           | Strasburgo          | L1                  | 25         | 2          | CF+CdL          | 2+2             | 0+0             | UEL                | 4                  | 0                  | -           | -           | -           | 33     | 2      |
| 2020-gen. 2021      | Strasburgo          | L1                  | 21         | 3          | CF              | -               | -               | -                  | -                  | -                  | -           | -           | -           | 21     | 3      |
| Totale Strasburgo   | Totale Strasburgo   | Totale Strasburgo   | 111        | 13         |                 | 16              | 0               |                    | 4                  | 0                  |             | -           | -           | 131    | 13     |
| gen.-giu. 2021      | Olympiacos          | SL                  | 2+3        | 0          | CG              | 2               | 0               | UEL                | 4                  | 0                  | -           | -           | -           | 11     | 0      |
| 2021-gen. 2022      | Olympiacos          | SL                  | 20+6       | 0          | CG              | 2               | 0               | UCL+UEL            | 3+9                | 0                  | -           | -           | -           | 40     | 0      |
| Totale Olympiakos   | Totale Olympiakos   | Totale Olympiakos   | 22+9       | 0          |                 | 4               | 0               |                    | 16                 | 0                  |             | -           | -           | 51     | 0      |
| 2022-2023           | Brest               | L1                  | 17         | 0          | CF              | 2               | 0               | -                  | -                  | -                  | -           | -           | -           | 19     | 0      |
| 2023-2024           | Brest               | L1                  | 33         | 2          | CF              | 3               | 1               | -                  | -                  | -                  | -           | -           | -           | 36     | 3      |
| 2024-2025           | Brest               | L1                  | 12         | 2          | CF              | -               | -               | UCL                | 5                  | 0                  | -           | -           | -           | 17     | 2      |
| Totale Brest        | Totale Brest        | Totale Brest        | 62         | 4          |                 | 5               | 1               |                    | 5                  | 0                  |             | -           | -           | 72     | 5      |
| Totale carriera     | Totale carriera     | Totale carriera     | 359+9      | 20         |                 | 39              | 1               |                    | 25                 | 0                  |             | -           | -           | 432    | 21     |

## Palmarès

### Club

#### Competizioni nazionali
- Coppa di Lega francese: 1

Strasburgo: 2018-2019
- Campionato greco: 2

Olympiakos: 2020-2021, 2021-2022